# Amegilla caelestina
Amegilla caelestina es una especie de abeja excavadora perteneciente al género Amegilla, categorizada en la tribu Anthophorini, de la subfamilia Apinae. Fue descrita científicamente por el naturalista inglés Theodore Dru Alison Cockerell en 1919.
Es de tamaño medio, con una longitud de 14 mm, abdomen con tonalidades azules y grises. Es muy parecida a Amegilla cymatilis.

## Distribución
Se distribuye por varios países del continente africano, entre ellos, Uganda, Kenia, Tanzania, Zimbabue, Botsuana y Sudáfrica.